# Palazzo del Littorio (Montevarchi)
Il Palazzo Littorio, attualmente Palazzo delle Imposte è un interessante esempio di architettura del XX secolo situato in piazza Garibaldi 2 a Montevarchi.

## Storia
La Casa del Fascio con la torre littoria venne realizzata tra il 1937 e il 1939, nell'ambito dell'intenso programma di opere pubbliche attuato a Montevarchi tra il 1911 e il 1941 in seguito al notevole sviluppo economico e demografico della cittadina.
La costruzione veniva a sorgere in quella che fino al 1870 era stata sede del Mercato del bestiame, la piazza della Dogana, successivamente intitolata a Giuseppe Garibaldi, caratterizzata dalla presenza di un lungo loggiato a pilastri costruito nel 1874 dall'ingegnere comunale Morfeo Morfini, di un obelisco e di una tettoia in ghisa per il mercato dei polli.
Del progetto del palazzo del Littorio era stato incaricato nel 1926 l'ing. Raffaello Maestrelli, con la previsione di un edificio che ospitasse il municipio, il Fascio ed altre istituzioni del regime; il complesso venne realizzato solo in parte, demolendo una parte del loggiato ottocentesco e attestando la parete tergale della Casa del Fascio al rimanente del loggiato stesso. La parete semicircolare, che caratterizza la testata del palazzo, chiudeva la grande sala delle riunioni al primo piano, affrescata dal pittore Arrigo Dreoni, allievo di Ottone Rosai, con scene dell'epopea fascista.
Nel 1950, dopo alcuni lavori di adattamento, il palazzo divenne sede dell'Ufficio Imposte.
Nell'estate del 1963 la costruzione fu danneggiata da un incendio in seguito al quale vennero compiuti, nel 1965, lavori di ristrutturazione e di restauro; ne fu inoltre deliberato l'ampliamento con la costruzione della nuova sede della Pretura che, saldandosi alla ex-Casa del Fascio e proseguendola anche stilisticamente, veniva ad occupare l'area del loggiato ottocentesco di cui fu decisa la completa demolizione.
Attualmente il palazzo ospita l'Ufficio del Registro e l'Ufficio Imposte rispettivamente al pian terreno e al primo piano della parte più vecchia; l'Ufficio postale e la Pretura occupavano il settore aggiunto negli anni Sessanta.
Elemento particolare nel tessuto edilizio montevarchino, sia per le dimensioni quanto per l'inusuale rivestimento in laterizio a vista e per la presenza della torre.

## Ubicazione
Posto in asse con la via principale del centro storico - la via Roma - da cui si traguarda, l'edificio chiude il lato Est della piazza Garibaldi disponendosi in senso longitudinale in direzione Nord-Sud.
La piazza Garibaldi è stata oggetto di profonde trasformazioni nel 1963, con la demolizione del loggiato, e nel 1973, con la costruzione del sottopasso ferroviario che collega il centro storico al quartiere del Pestello. Persa la dimensione di piazza, si configura attualmente come uno slargo immediatamente esterno al nucleo storico cittadino con funzioni prevalentemente di svincolo per il traffico automobilistico.
Il lungo fronte Ovest del palazzo, su cui si aprono gli ingressi, risulta rialzato rispetto al piano stradale della piazza e separato da essa mediante una strada di rispetto utilizzata come accesso al parcheggio e ai giardinetti pubblici sistemati sul fondo. Una scalinata rettilinea collega la strada stessa alla piazza. La testata semicircolare dell'edificio, rivolta a Nord, prospetta sul ponte di attraversamento del torrente Dogana, che scorre poi parallelo al fronte Est del palazzo stesso, separato da questo da un piccolo resede.

## Descrizione dell'edificio

### L'esterno

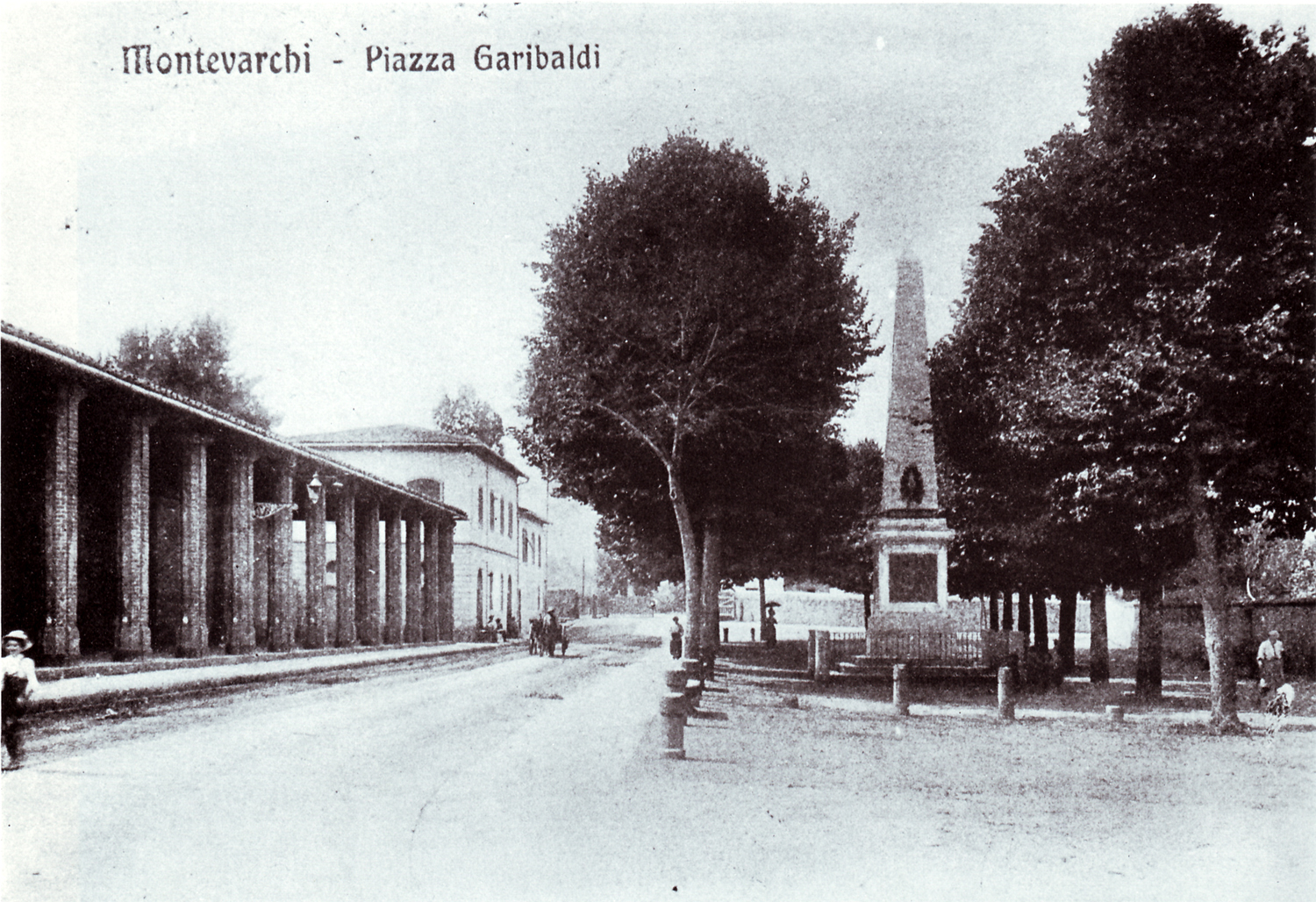
Piazza Garibaldi prima dell'edificazione del palazzo

Di forma longitudinale fortemente allungata e conclusa da una testata semicircolare, il palazzo si distingue nel tessuto edilizio circostante per l'uso del rivestimento in laterizio a vista con numerosi e qualificanti inserti in travertino e per la presenza monumentale dell'alta torre littoria, che costituisce un segnale urbano di notevole richiamo.
La torre funge da raccordo tra la testata semicircolare e il lungo fronte Ovest che, leggermente avanzato, costituisce la facciata principale del palazzo: in essa si aprono gli ingressi per l'ufficio del Registro e l'ufficio Imposte, per l'ufficio Postale ed infine per la Pretura. La parte conclusiva del fronte verso Sud presenta a pian terreno un loggiato a pilastri che richiama la preesistente costruzione ottocentesca, coperto da un terrazzo su cui affacciano le cinque portefinestre dei locali del primo piano.
Sottolineato da una zoccolatura e coronato da un cornicione leggermente aggettante, ambedue in travertino, il fronte è scandito dal ritmo regolare delle numerose aperture rettangolari disposte su due file; la sapiente tessitura del rivestimento in laterizio, che si incassa leggermente intorno alle aperture e le incornicia superiormente con una disposizione dei mattoni a raggiera, fa sì che le finestre del primo piano appaiano inserite in una sorta di strombatura, movimentando, insieme agli inserti in travertino della fascia marcapiano, dei davanzali e delle mensole, la lunga facciata.
L'ingresso all'ufficio Imposte, che prima dell'ampliamento costituiva l'ingresso principale del palazzo, è notevolmente incassato rispetto al filo di parete nella profondità di un vano rivestito interamente in travertino, nel quale sono contenuti anche i tre gradini della breve scalinata di accesso. Il vano continua al piano superiore, dove la portafinestra in esso inserita si apre sul terrazzo-arengario posto in angolo, pavimentato in mattonelle in graniglia bianche e rosse e chiuso da una balaustra a pilastrini sempre in travertino; sul terrazzo si affaccia anche l'ingresso alla torre. Quest'ultima appare scandita per tutta l'altezza da una scalettatura di fasce in travertino sul lato Nord, e da una serie di cinque finestre rettangolari sovrapposte e incorniciate; l'accentuato effetto di verticalità prosegue nelle strette aperture della cella alla sommità, dove il rivestimento in laterizio è limitato all'angolo Nord per lasciare il posto ancora una volta alle bianche lastre di travertino.
Arretrata rispetto al volume della torre, la testata semicircolare presenta una copertura a terrazza sottolineata da una gronda in travertino in notevole aggetto; è scandita al piano terreno da cinque semplici finestre rettangolari chiuse da inferriate, mentre al primo piano, dove in origine era posto il salone delle cerimonie, la parete è quasi interamente aperta da nove alte finestre inserite in un vano unico incorniciato in travertino e separate da pilastri, ancora in travertino.
La forte rappresentatività del lato Ovest viene abbandonata nel trattamento del fronte tergale Est, dove proseguono la gronda, il cornicione di coronamento e la fascia marcapiano in travertino come uniche aggettivazioni formali: il rivestimento in laterizio è sostituito dalla semplice intonacatura della parete nella quale si ripetono le file di finestre rettangolari, private delle cornici, e si aprono alcuni ingressi di servizio.
Il retro del corpo di fabbrica aggiunto negli anni Sessanta, oltre che essere totalmente spoglio, risulta più basso rispetto all'edificio originario.
Sul davanti, l'ala aggiunta ripropone invece senza variazioni ed in perfetta simmetria l'impostazione del corpo originario; unico elemento di cesura è, al pian terreno, il vano d'ingresso all'ufficio Postale, collocato all'inizio del nuovo corpo di fabbrica e non arretrato come gli altri due ingressi alle estremità.

### L'interno
L'interno della originaria Casa del Fascio, oggetto di totale ristrutturazione in seguito all'incendio del 1963, si presenta privo di connotazioni particolari.
Al piano terreno, il vasto salone aperto al pubblico dell'ufficio del Registro, è stato ricavato demolendo tutte le tramezzature esistenti, mentre la parte in testata, con la caratteristica parete semicircolare, è stata invece tramezzata per ricavarne i vani degli uffici. Una scala rettilinea collega il piano terreno al seminterrato, adibito ad archivio.
Sulla destra del piccolo atrio si sviluppa la scala in marmo a due rampe di collegamento con il primo piano, dove ha sede l'ufficio Imposte. La scala dà àdito al corridoio centrale che distribuisce le stanze procedendo dal salone in testata, illuminato dalle nove finestre aperte sulla parete semicircolare. Già utilizzato per feste e cerimonie del Ventennio, il salone ha mantenuto le dimensioni e la pavimentazione originaria in mattonelle in graniglia rosse con fasce gialle, ma sono state imbiancate le decorazioni pittoriche del pittore Dreoni con scene dell'epopea fascista. Sulla destra del corridoio, posta in senso trasversale ad esso, una stretta scala collega il piano sottotetto, adibito ad archivio e deposito.
Nella stanza affacciata sul terrazzo-arengario si apre il secondo ingresso alla torre, occupata all'interno unicamente da una scala a due rampe, ormai inutilizzata, che sale fino alla sommità.
Il settore occupato dalla Pretura, costruito negli anni Sessanta, presenta all'interno aggettivazioni più moderne date dalla pavimentazione alla veneziana dell'atrio e dalla scala in marmo a tre rampe con ringhiera in legno, metallo e vetro. Su ambedue i piani un corridoio centrale distribuisce gli uffici della Cancelleria Civile a piano terreno e della Cancelleria Penale al primo piano; su quest'ultimo, a destra del pianerottolo di arrivo dello scalone, si apre la sala delle Udienze.